# Rosario Biondo
Rosario Biondo (Palermo, 26 agosto 1966) è un allenatore di calcio ed ex calciatore italiano, di ruolo difensore.

## Carriera

Biondo e Roberto Baggio in azione nel settembre 1993 durante -

Cresce calcisticamente nel Palermo, con cui esordisce a 17 anni.
Passato al Taranto, esordisce in Serie A nella stagione 1988-1989 con la maglia del Como, il 18 dicembre 1988 in Como-Fiorentina (3-2); a fine stagione la squadra retrocede e Biondo rimane nella rosa. Si trasferisce poi al Bologna, in Serie A, ottenendo un'altra retrocessione.
Nella massima serie gioca anche con il Lecce.
A 46 anni torna a giocare nella Mondelliana, squadra del suo quartiere d'origine militante in Seconda Categoria.

## Palmarès

### Club

#### Competizioni nazionali
- Serie C1: 2

Palermo: 1984-1985
Lecce: 1995-1996